# Arrondissement de Lichtenfels

La Pfersag-Wasserfall dans l'arrondissement de Lichtenfels. Mars 2020.

L'arrondissement de Lichtenfels est un arrondissement  ("Landkreis" en allemand) de Bavière   (Allemagne) situé dans le district ("Regierungsbezirk" en allemand) de Haute-Franconie. 
Son chef lieu est Lichtenfels.

## Villes, communes & communautés d'administration
| (nombre d'habitants en 2006) Städte 1. Bad Staffelstein (10 626) 2. Burgkunstadt (6 898) 3. Lichtenfels (21 221) 4. Weismain (4 775) Märkte 1. Ebensfeld (5 722) 2. Marktgraitz (1 319) 3. Marktzeuln (1 687) Gemeinden 1. Altenkunstadt (5 488) 2. Hochstadt am Main (1 690) 3. Michelau in Oberfranken (6 808) 4. Redwitz an der Rodach (3 415) | Verwaltungsgemeinschaften 1. Hochstadt-Marktzeuln avec siège à Marktzeuln avec les communes membres de Hochstadt a. Main et Marktzeuln (Markt) 2. Redwitz an der Rodach avec les communes membres de Marktgraitz (Markt) et Redwitz a.d. Rodach Gemeindefreie Gebiete (7,49 km²) 1. Breitengüßbacher Forst (2,40 km²) 2. Mainecker Forst (dissous le 1er janvier 2000) 3. Neuensorger Forst (5,09 km²) |